# 阿弥陀寺 (神奈川県箱根町)
阿弥陀寺（あみだじ）は、神奈川県足柄下郡箱根町にある浄土宗の寺院。

## 歴史
1604年（慶長9年）頃、弾誓によって開山された。弾誓は1604年（慶長9年）より、近くの洞窟で6年間の修行に入った。その間に当地を治める小田原藩の藩主だった大久保忠隣が土地等を寄進して寺を創建した。
当寺の本尊は阿弥陀三尊で、江戸本所の回向院の旧本尊といわれている。元禄年間（1688年 - 1704年）に回向院から譲られたものという。
1877年（明治10年）、江戸幕府第14代将軍徳川家茂の正室だった和宮親子内親王が脚気を患い、転地療養が勧められて当地箱根塔ノ沢温泉に滞在していた。しかし病状は回復せず、滞在後1カ月で薨去した。
当寺は和宮の位牌を安置している。和宮は当寺の本寺である 増上寺に家茂とともに葬られている。

## 文化財
- 木造阿弥陀三尊像（箱根町指定文化財 昭和51年1月19日指定）[4]
- 紙本著色弾誓上人絵詞伝（箱根町指定文化財 平成3年3月29日指定）[4]
- 阿弥陀寺の百万遍転輪（箱根町指定文化財 平成6年12月19日指定）[4]

## 交通アクセス
- 箱根湯本駅より徒歩25分。